# ماثيو جي. اولسن
ماثيو جي. اولسن (بالإنجليزية: Matthew G. Olsen)‏ هو مدع ومحامي أمريكي، ولد في 21 فبراير 1962 في فارغو في الولايات المتحدة.

## وصلات خارجية
- الموقع الرسمي